# 6 Heures de São Paulo 2014
Navigation
Édition précédente
Les 6 Heures de São Paulo 2014 se déroulent dans le cadre du Championnat du monde d'endurance FIA 2014, le 30 novembre 2014. Elles sont remportées par la Porsche 919 Hybrid du Porsche Team, pilotée par Romain Dumas, Neel Jani et Marc Lieb, devant une Toyota TS040 Hybrid pour 0,170 s.
La course a été marquée par le violent accident subit par Mark Webber, le conduisant à l'hôpital.

## Circuit

Le circuit d'Interlagos, cadre des 6 Heures de São Paulo 2014.

Les 6 Heures de São Paulo 2014 se déroulent sur l'Autodromo José Carlos Pace, couramment surnommé circuit d'Interlagos, et situé dans la ville de São Paulo, au Brésil. Il est composé de deux lignes droites, dont la Reta Oposta, la plus longue du circuit. Ces deux lignes droites sont séparées par une section plus lente, formée d'une succession de courbes. Ce circuit est célèbre car il accueille la Formule 1.

## Qualifications
Voici le classement officiel au terme des qualifications. Les premiers de chaque catégorie sont signalés par un fond jauni.
| Position | Catégorie | Équipe                     | Temps          | Grille |
| -------- | --------- | -------------------------- | -------------- | ------ |
| 1        | LMP1-H    | no 20 Porsche Team         | 1 min 17 s 676 | 1      |
| 2        | LMP1-H    | no 14 Porsche Team         | 1 min 17 s 783 | 2      |
| 3        | LMP1-H    | no 8 Toyota Racing         | 1 min 18 s 070 | 3      |
| 4        | LMP1-H    | no 2 Audi Sport Team Joest | 1 min 18 s 889 | 4      |
| 5        | LMP1-H    | no 7 Toyota Racing         | 1 min 18 s 920 | 5      |
| 6        | LMP1-H    | no 1 Audi Sport Team Joest | 1 min 18 s 983 | 6      |
| 7        | LMP1-L    | no 12 Rebellion Racing     | 1 min 21 s 127 | 7      |
| 8        | LMP1-L    | no 13 Rebellion Racing     | 1 min 21 s 644 | 8      |
| 9        | LMP1-L    | no 9 Lotus                 | 1 min 22 s 081 | 9      |
| 10       | LMP2      | no 26 G-Drive Racing       | 1 min 24 s 463 | 10     |
| 11       | LMP2      | no 47 KCMG                 | 1 min 24 s 483 | 11     |
| 12       | LMP2      | no 37 SMP Racing           | 1 min 25 s 256 | 12     |
| 13       | LMP2      | no 27 SMP Racing           | 1 min 25 s 400 | 13     |
| 14       | LMGTE Pro | no 97 Aston Martin Racing  | 1 min 30 s 111 | 14     |
| 15       | LMGTE Pro | no 92 Porsche Team Manthey | 1 min 30 s 259 | 15     |
| 16       | LMGTE Pro | no 99 Aston Martin Racing  | 1 min 30 s 312 | 16     |
| 17       | LMGTE Am  | no 98 Aston Martin Racing  | 1 min 30 s 401 | 17     |
| 18       | LMGTE Am  | no 95 Aston Martin Racing  | 1 min 30 s 493 | 18     |
| 19       | LMGTE Pro | no 91 Porsche Team Manthey | 1 min 30 s 536 | 19     |
| 20       | LMGTE Pro | no 71 AF Corse             | 1 min 30 s 565 | 20     |
| 21       | LMGTE Am  | no 81 AF Corse             | 1 min 30 s 882 | 21     |
| 22       | LMGTE Pro | no 51 AF Corse             | 1 min 30 s 908 | 22     |
| 23       | LMGTE Am  | no 61 AF Corse             | 1 min 31 s 057 | 23     |
| 24       | LMGTE Am  | no 90 8Star Motorsports    | 1 min 31 s 483 | 24     |
| 25       | LMGTE Am  | no 75 Prospeed Competition | 1 min 31 s 511 | 25     |
| 26       | LMGTE Am  | no 88 Proton Competition   | 1 min 34 s 865 | 26     |

## Résultats
Voici le classement officiel au terme de la course.
- Les vainqueurs de chaque catégorie sont signalés par un fond jauni.
- Pour la colonne Pneus, il faut passer le curseur au-dessus du modèle pour connaître le manufacturier de pneumatiques.

| Position | Catégorie | n° | Équipe                | Pilotes                                               | Châssis                          | Pneus | Tours |
| Position | Catégorie | n° | Équipe                | Pilotes                                               | Moteur                           | Pneus | Tours |
| -------- | --------- | -- | --------------------- | ----------------------------------------------------- | -------------------------------- | ----- | ----- |
| 1        | LMP1-H    | 14 | Porsche Team          | Romain Dumas Neel Jani Marc Lieb                      | Porsche 919 Hybrid               | M     | 249   |
| 1        | LMP1-H    | 14 | Porsche Team          | Romain Dumas Neel Jani Marc Lieb                      | Porsche 2.0 L Turbo V4           | M     | 249   |
| 2        | LMP1-H    | 8  | Toyota Racing         | Anthony Davidson Sébastien Buemi                      | Toyota TS040 Hybrid              | M     | 249   |
| 2        | LMP1-H    | 8  | Toyota Racing         | Anthony Davidson Sébastien Buemi                      | Toyota 3.7 L V8                  | M     | 249   |
| 3        | LMP1-H    | 1  | Audi Sport Team Joest | Lucas di Grassi Loïc Duval Tom Kristensen             | Audi R18 e-tron quattro          | M     | 248   |
| 3        | LMP1-H    | 1  | Audi Sport Team Joest | Lucas di Grassi Loïc Duval Tom Kristensen             | Audi TDI 4.0 L Turbo V6 (Diesel) | M     | 248   |
| 4        | LMP1-H    | 7  | Toyota Racing         | Alexander Wurz Stéphane Sarrazin Mike Conway          | Toyota TS040 Hybrid              | M     | 248   |
| 4        | LMP1-H    | 7  | Toyota Racing         | Alexander Wurz Stéphane Sarrazin Mike Conway          | Toyota 3.7 L V8                  | M     | 248   |
| 5        | LMP1-H    | 2  | Audi Sport Team Joest | Marcel Fässler André Lotterer Benoît Tréluyer         | Audi R18 e-tron quattro          | M     | 248   |
| 5        | LMP1-H    | 2  | Audi Sport Team Joest | Marcel Fässler André Lotterer Benoît Tréluyer         | Audi TDI 4.0 L Turbo V6 (Diesel) | M     | 248   |
| 6        | LMP2      | 47 | KCMG                  | Matthew Howson Richard Bradley Alexandre Imperatori   | Oreca 03R                        | D     | 225   |
| 6        | LMP2      | 47 | KCMG                  | Matthew Howson Richard Bradley Alexandre Imperatori   | Nissan VK45DE 4.5 L V8           | D     | 225   |
| 7        | LMGTE Pro | 97 | Aston Martin Racing   | Darren Turner Stefan Mücke                            | Aston Martin V8 Vantage GTE      | M     | 221   |
| 7        | LMGTE Pro | 97 | Aston Martin Racing   | Darren Turner Stefan Mücke                            | Aston Martin 4.5 L V8            | M     | 221   |
| 8        | LMGTE Pro | 92 | Porsche Team Manthey  | Frédéric Makowiecki Patrick Pilet                     | Porsche 911 RSR (991)            | M     | 221   |
| 8        | LMGTE Pro | 92 | Porsche Team Manthey  | Frédéric Makowiecki Patrick Pilet                     | Porsche 4.0 L Flat-6             | M     | 221   |
| 9        | LMGTE Pro | 71 | AF Corse              | Davide Rigon James Calado                             | Ferrari 458 Italia GT2           | M     | 221   |
| 9        | LMGTE Pro | 71 | AF Corse              | Davide Rigon James Calado                             | Ferrari 4.5 L V8                 | M     | 221   |
| 10       | LMGTE Pro | 51 | AF Corse              | Gianmaria Bruni Toni Vilander                         | Ferrari 458 Italia GT2           | M     | 220   |
| 10       | LMGTE Pro | 51 | AF Corse              | Gianmaria Bruni Toni Vilander                         | Ferrari 4.5 L V8                 | M     | 220   |
| 11       | LMGTE Pro | 99 | Aston Martin Racing   | Alex MacDowall Darryl O'Young Fernando Rees           | Aston Martin V8 Vantage GTE      | M     | 220   |
| 11       | LMGTE Pro | 99 | Aston Martin Racing   | Alex MacDowall Darryl O'Young Fernando Rees           | Aston Martin 4.5 L V8            | M     | 220   |
| 12       | LMGTE Pro | 91 | Porsche Team Manthey  | Jörg Bergmeister Richard Lietz                        | Porsche 911 RSR (991)            | M     | 220   |
| 12       | LMGTE Pro | 91 | Porsche Team Manthey  | Jörg Bergmeister Richard Lietz                        | Porsche 4.0 L Flat-6             | M     | 220   |
| 13       | LMGTE Am  | 98 | Aston Martin Racing   | Paul Dalla Lana Pedro Lamy Christoffer Nygaard        | Aston Martin V8 Vantage GTE      | M     | 219   |
| 13       | LMGTE Am  | 98 | Aston Martin Racing   | Paul Dalla Lana Pedro Lamy Christoffer Nygaard        | Aston Martin 4.5 L V8            | M     | 219   |
| 14       | LMGTE Am  | 95 | Aston Martin Racing   | Kristian Poulsen David Heinemeier Hansson Nicki Thiim | Aston Martin V8 Vantage GTE      | M     | 219   |
| 14       | LMGTE Am  | 95 | Aston Martin Racing   | Kristian Poulsen David Heinemeier Hansson Nicki Thiim | Aston Martin 4.5 L V8            | M     | 219   |
| 15       | LMGTE Am  | 81 | AF Corse              | Stephen Wyatt Michele Rugolo Andrea Bertolini         | Ferrari 458 Italia GT2           | M     | 219   |
| 15       | LMGTE Am  | 81 | AF Corse              | Stephen Wyatt Michele Rugolo Andrea Bertolini         | Ferrari 4.5 L V8                 | M     | 219   |
| 16       | LMGTE Am  | 88 | Proton Competition    | Christian Ried Klaus Bachler Khaled Al Qubaisi        | Porsche 911 RSR (991)            | M     | 217   |
| 16       | LMGTE Am  | 88 | Proton Competition    | Christian Ried Klaus Bachler Khaled Al Qubaisi        | Porsche 4.0 L Flat-6             | M     | 217   |
| 17       | LMGTE Am  | 75 | Prospeed Competition  | François Perrodo Emmanuel Collard Matthieu Vaxivière  | Porsche 911 RSR (991)            | M     | 217   |
| 17       | LMGTE Am  | 75 | Prospeed Competition  | François Perrodo Emmanuel Collard Matthieu Vaxivière  | Porsche 4.0 L Flat-6             | M     | 217   |
| 18       | LMP1-L    | 13 | Rebellion Racing      | Dominik Kraihamer Andrea Belicchi Fabio Leimer        | Rebellion R-One                  | M     | 214   |
| 18       | LMP1-L    | 13 | Rebellion Racing      | Dominik Kraihamer Andrea Belicchi Fabio Leimer        | Toyota RV8KLM 3.4 L V8           | M     | 214   |
| 19       | LMP1-L    | 12 | Rebellion Racing      | Nicolas Prost Nick Heidfeld Mathias Beche             | Rebellion R-One                  | M     | 211   |
| 19       | LMP1-L    | 12 | Rebellion Racing      | Nicolas Prost Nick Heidfeld Mathias Beche             | Toyota RV8KLM 3.4 L V8           | M     | 211   |
| 20       | LMP2      | 27 | SMP Racing            | Sergey Zlobin Nicolas Minassian Maurizio Mediani      | Oreca 03R                        | M     | 207   |
| 20       | LMP2      | 27 | SMP Racing            | Sergey Zlobin Nicolas Minassian Maurizio Mediani      | Nissan VK45DE 4.5 L V8           | M     | 207   |
| 21       | LMGTE Am  | 61 | AF Corse              | Emerson Fittipaldi Alessandro Pier Guidi Jeff Segal   | Ferrari 458 Italia GT2           | M     | 186   |
| 21       | LMGTE Am  | 61 | AF Corse              | Emerson Fittipaldi Alessandro Pier Guidi Jeff Segal   | Ferrari 4.5 L V8                 | M     | 186   |
| Abd      | LMP1-H    | 20 | Porsche Team          | Timo Bernhard Mark Webber Brendon Hartley             | Porsche 919 Hybrid               | M     | 236   |
| Abd      | LMP1-H    | 20 | Porsche Team          | Timo Bernhard Mark Webber Brendon Hartley             | Porsche 2.0 L Turbo V4           | M     | 236   |
| Abd      | LMGTE Am  | 90 | 8Star Motorsports     | Gianluca Roda Paolo Ruberti Matteo Cressoni           | Ferrari 458 Italia GT2           | M     | 205   |
| Abd      | LMGTE Am  | 90 | 8Star Motorsports     | Gianluca Roda Paolo Ruberti Matteo Cressoni           | Ferrari 4.5 L V8                 | M     | 205   |
| Abd      | LMP2      | 37 | SMP Racing            | Kirill Ladygin Viktor Shaytar Anton Ladygin           | Oreca 03R                        | M     | 136   |
| Abd      | LMP2      | 37 | SMP Racing            | Kirill Ladygin Viktor Shaytar Anton Ladygin           | Nissan VK45DE 4.5 L V8           | M     | 136   |
| Abd      | LMP1-L    | 9  | Lotus                 | Pierre Kaffer Lucas Auer                              | CLM P1/01                        | M     | 60    |
| Abd      | LMP1-L    | 9  | Lotus                 | Pierre Kaffer Lucas Auer                              | AER P60 Turbo V6                 | M     | 60    |
| Abd      | LMP2      | 26 | G-Drive Racing        | Roman Rusinov Olivier Pla Julien Canal                | Ligier JS P2                     | D     | 41    |
| Abd      | LMP2      | 26 | G-Drive Racing        | Roman Rusinov Olivier Pla Julien Canal                | Nissan VK45DE 4.5 L V8           | D     | 41    |

## Faits marquants
- La course s'est terminée sous régime de voiture de sécurité du fait de l’accident de la Porsche no 20 de Mark Webber avec la Ferrari no 90 de Matteo Cressoni, en amont de l'entrée des stands[4],[5].
- Cette course marque la première victoire de l'écurie Porsche Team depuis son retour en endurance[4].
- Tom Kristensen vit sa dernière course en endurance, après avoir gagné à neuf reprises les 24 heures du Mans et sept fois les 12 heures de Sebring[6].